# 25094 Zemtsov
25094 Zemtsov è un asteroide della fascia principale. Scoperto nel 1998, presenta un'orbita caratterizzata da un semiasse maggiore pari a 2,6437270 UA e da un'eccentricità di 0,0524845, inclinata di 2,97839° rispetto all'eclittica.